# Leichtathletik-Weltmeisterschaften 1983/200 m der Männer

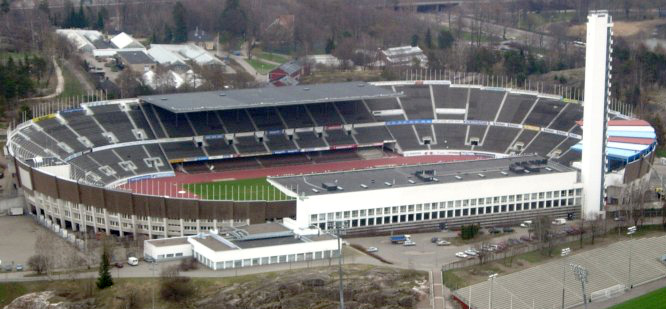
Das Olympiastadion in Helsinki

Der 200-Meter-Lauf der Männer bei den Leichtathletik-Weltmeisterschaften 1983 fand am 12., 13. und 14. August 1983 im Olympiastadion Helsinki der finnischen Hauptstadt Helsinki statt.
52 Athleten aus 42 Ländern nahmen an dem Wettbewerb teil. Die US-amerikanischen Sprinter errangen in diesem Wettbewerb einen Doppelsieg. Weltmeister wurde Calvin Smith, der über 100 Meter zwei Tage zuvor Silber gewonnen hatte und am Schlusstag als Mitglied der US-Sprintstaffel zu einer zweiten Goldmedaille kam. Rang zwei belegte Elliott Quow. Die Bronzemedaille sicherte sich der italienische Olympiasieger von 1980, Olympiadritte von 1972 und zweifache Europameister (1974/1978) Pietro Mennea.

## Rekorde
Vor dem Wettbewerb galten folgende Rekorde:
| Weltrekord               | Pietro Mennea                                                              | 19,72 s                                                                    | Mexiko-Stadt, Mexiko                                                       | 12. September 1979                                                         |
| Weltmeisterschaftsrekord | Es gab noch keine WM-Rekorde, die Veranstaltung wurde erstmals ausgetragen | Es gab noch keine WM-Rekorde, die Veranstaltung wurde erstmals ausgetragen | Es gab noch keine WM-Rekorde, die Veranstaltung wurde erstmals ausgetragen | Es gab noch keine WM-Rekorde, die Veranstaltung wurde erstmals ausgetragen |

Der WM-Rekord wurde nach und nach auf zuletzt 20,14 s gesteigert (Calvin Smith, USA im Finale am 14. August 1983).

## Vorläufe
12. August 1983
Aus den acht Vorläufen qualifizierten sich die jeweils drei Ersten jedes Laufes – hellblau unterlegt – und zusätzlich die acht Zeitschnellsten – hellgrün unterlegt – für das Viertelfinale.

### Lauf 1
Wind: +1,8 m/s
| Platz | Athlet                 | Land                | Zeit (s) |
| ----- | ---------------------- | ------------------- | -------- |
| 1     | Frank Emmelmann        | DDR                 | 20,95 CR |
| 2     | Cameron Sharp          | Großbritannien      | 21,07    |
| 3     | Bruce Frayne           | Australien          | 21,15    |
| 4     | Christopher Brathwaite | Trinidad und Tobago | 21,24    |
| 5     | Héctor Daley           | Panama              | 21,49    |
| 6     | Earl Haley             | Guyana              | 21,55    |
| 7     | Moussa Savadogo        | Mali                | 22,33    |
| 8     | Awudu Nuhu             | Ghana               | 22,93    |

### Lauf 2
Wind: +1,8 m/s
| Platz | Athlet                   | Land                         | Zeit (s) |
| ----- | ------------------------ | ---------------------------- | -------- |
| 1     | Pietro Mennea            | Italien                      | 20,80 CR |
| 2     | Sergey Sokolov           | Sowjetunion                  | 20,94    |
| 3     | Paul Narracott           | Australien                   | 21,08    |
| 4     | Luis Schneider           | Chile                        | 21,23    |
| 5     | Batuello Giorgio Mautiño | Peru                         | 21,78    |
| 6     | Hoa Nguyen Truong        | Vietnam                      | 22,68    |
| 7     | Gervais Kirolo           | Zentralafrikanische Republik | 23,10    |

### Lauf 3
Wind: +0,7 m/s
| Platz | Athlet                | Land        | Zeit (s) |
| ----- | --------------------- | ----------- | -------- |
| 1     | João Batista da Silva | Brasilien   | 20,93    |
| 2     | Wladimir Murawjow     | Sowjetunion | 21,12    |
| 3     | Desai Williams        | Kanada      | 21,36    |
| 4     | Mohamed Yudi Purnomo  | Indonesien  | 21,88    |
| 5     | Joseph Leota          | Samoa       | 22,33    |
| 6     | Nagib Salem Ahmed     | Südjemen    | 23,22    |
| 7     | Colin Bradford        | Jamaika     | 24,15    |

### Lauf 4
Wind: +1,1 m/s
| Platz | Athlet          | Land         | Zeit (s) |
| ----- | --------------- | ------------ | -------- |
| 1     | Carlo Simionato | Italien      | 20,76 CR |
| 2     | Elliott Quow    | USA          | 21,01    |
| 3     | Atlee Mahorn    | Kanada       | 21,14    |
| 4     | Ángel Heras     | Spanien      | 21,29    |
| 5     | Roland Jokl     | Österreich   | 21,30    |
| 6     | David Sawyerr   | Sierra Leone | 22,23    |
| 7     | John Albertie   | St. Lucia    | 22,53    |

### Lauf 5
Wind: −2,1 m/s
| Platz | Athlet                | Land                     | Zeit (s) |
| ----- | --------------------- | ------------------------ | -------- |
| 1     | Allan Wells           | Großbritannien           | 21,14    |
| 2     | Boubacar Diallo       | Senegal                  | 21,17    |
| 3     | Christopher Madzokere | Simbabwe                 | 21,68    |
| 4     | Dean Greenaway        | Britische Jungferninseln | 22,24    |
|       | Juan Núñez            | Dominikanische Republik  | DNS      |
|       | Pierfrancesco Pavoni  | Italien                  | DNS      |
|       | Tony Sharpe           | Kanada                   | DNS      |

### Lauf 6
Wind: +0,4 m/s
| Platz | Athlet         | Land        | Zeit (s) |
| ----- | -------------- | ----------- | -------- |
| 1     | Calvin Smith   | USA         | 21,10    |
| 2     | Leroy Reid     | Jamaika     | 21,13    |
| 3     | Patrick Barré  | Frankreich  | 21,34    |
| 4     | Jang Jae-keun  | Südkorea    | 21,39    |
| 5     | Gustavo Capart | Argentinien | 21,66    |
| 6     | Rubén Inácio   | Angola      | 22,33    |
| 7     | Trevor Davis   | Anguilla    | 22,80    |

### Lauf 7
Wind: −1,1 m/s
| Platz | Athlet            | Land           | Zeit (s) |
| ----- | ----------------- | -------------- | -------- |
| 1     | Innocent Egbunike | Nigeria        | 21,28    |
| 2     | István Nagy       | Ungarn         | 21,50    |
| 3     | Andreas Rizzi     | BR Deutschland | 21,51    |
| 4     | Oumar Fye         | Gambia         | 22,30    |
| 5     | Sikendar Iqbal    | Pakistan       | 22,91    |
|       | Peni Bati         | Fidschi        | DNS      |
|       | Donald Quarrie    | Jamaika        | DNS      |

### Lauf 8
Wind: +1,3 m/s
| Platz | Athlet                  | Land                         | Zeit (s) |
| ----- | ----------------------- | ---------------------------- | -------- |
| 1     | Jean-Jacques Boussemart | Frankreich                   | 20,99    |
| 2     | Luke Watson             | Großbritannien               | 21,20    |
| 3     | Alfred Nyambane         | Kenia                        | 21,21    |
| 4     | Neville Hodge           | Amerikanische Jungferninseln | 21,38    |
| 5     | Larry Myricks           | USA                          | 21,74    |
| 6     | Georges Taniel          | Vanuatu                      | 22,28    |
| 7     | José Flores             | Honduras                     | 22,94    |

## Viertelfinale
12. August 1983
Aus den vier Viertelfinalläufen qualifizierten sich die jeweils vier Ersten jedes Laufes – hellblau unterlegt – für das Halbfinale.

### Lauf 1
Wind: +2,1 m/s (keine  CR-Anerkennung wegen des zu starken Rückenwinds)

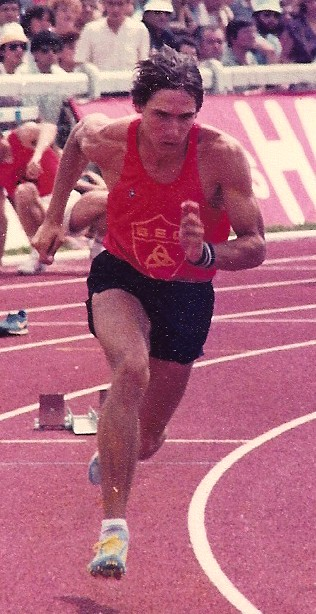
Als Sechster seines Laufes verfehlte Jean-Jacques Boussemart die Finalteilnahme

| Platz | Athlet                  | Land           | Zeit (s) |
| ----- | ----------------------- | -------------- | -------- |
| 1     | Calvin Smith            | USA            | 20,60    |
| 2     | João Batista da Silva   | Brasilien      | 20,65    |
| 3     | Allan Wells             | Großbritannien | 20,81    |
| 4     | Jean-Jacques Boussemart | Frankreich     | 20,86    |
| 5     | Ángel Heras             | Spanien        | 21,25    |
| 6     | Earl Haley              | Guyana         | 21,39    |
| 7     | Luis Schneider          | Chile          | 21,39    |
|       | Jang Jae-keun           | Südkorea       | DNS      |

### Lauf 2
Wind: −1,6 m/s
| Platz | Athlet                | Land           | Zeit (s) |
| ----- | --------------------- | -------------- | -------- |
| 1     | Carlo Simionato       | Italien        | 20,75 CR |
| 2     | Desai Williams        | Kanada         | 20,87    |
| 3     | Boubacar Diallo       | Senegal        | 20,97    |
| 4     | Cameron Sharp         | Großbritannien | 20,99    |
| 5     | Patrick Barré         | Frankreich     | 21,12    |
| 6     | Paul Narracott        | Australien     | 21,34    |
| 7     | Aldred Nyambane       | Kenia          | 21,55    |
| 8     | Christopher Madzokere | Simbabwe       | 21,55    |

### Lauf 3
Wind: −0,4 m/s
| Platz | Athlet                 | Land                | Zeit (s) |
| ----- | ---------------------- | ------------------- | -------- |
| 1     | Frank Emmelmann        | DDR                 | 20,78    |
| 2     | Leroy Reid             | Jamaika             | 20,88    |
| 3     | Innocent Egbunike      | Nigeria             | 20,91    |
| 4     | Sergey Sokolov         | Sowjetunion         | 20,93    |
| 5     | Atlee Mahorn           | Kanada              | 21,13    |
| 6     | Christopher Brathwaite | Trinidad und Tobago | 21,14    |
| 7     | Andreas Rizzi          | BR Deutschland      | 21,37    |
| 8     | István Nagy            | Ungarn              | 21,52    |

### Lauf 4
Wind: +1,6 m/s
| Platz | Athlet            | Land                         | Zeit (s) |
| ----- | ----------------- | ---------------------------- | -------- |
| 1     | Pietro Mennea     | Italien                      | 20,68 CR |
| 2     | Wladimir Murawjow | Sowjetunion                  | 20,70    |
| 3     | Elliott Quow      | USA                          | 20,80    |
| 4     | Bruce Frayne      | Australien                   | 20,97    |
| 5     | Luke Watson       | Großbritannien               | 20,99    |
| 6     | Roland Jokl       | Österreich                   | 21,24    |
| 7     | Neville Hodge     | Amerikanische Jungferninseln | 21,38    |
|       | Héctor Daley      | Panama                       | DNS      |

## Halbfinale
13. August 1983
Aus den zwei Halbfinalläufen qualifizierten sich die jeweils vier Ersten jedes Laufes – hellblau unterlegt – für das Finale.

### Lauf 1
Wind: +3,4 m/s (keine  CR-Anerkennung wegen des zu starken Rückenwinds)
| Platz | Athlet                | Land           | Zeit (s) |
| ----- | --------------------- | -------------- | -------- |
| 1     | João Batista da Silva | Brasilien      | 20,56    |
| 2     | Frank Emmelmann       | DDR            | 20,63    |
| 3     | Pietro Mennea         | Italien        | 20,68    |
| 4     | Elliott Quow          | USA            | 20,69    |
| 5     | Cameron Sharp         | Großbritannien | 20,69    |
| 6     | Desai Williams        | Kanada         | 20,71    |
| 7     | Leroy Reid            | Jamaika        | 20,89    |
| 8     | Sergey Sokolov        | Sowjetunion    | 20,89    |

### Lauf 2
Wind: +1,4 m/s
| Platz | Athlet                  | Land           | Zeit (s) |
| ----- | ----------------------- | -------------- | -------- |
| 1     | Calvin Smith            | USA            | 20,29 CR |
| 2     | Carlo Simionato         | Italien        | 20,60    |
| 3     | Innocent Egbunike       | Nigeria        | 20,63    |
| 4     | Allan Wells             | Großbritannien | 20,63    |
| 5     | Wladimir Murawjow       | Sowjetunion    | 20,71    |
| 6     | Jean-Jacques Boussemart | Frankreich     | 20,76    |
| 7     | Bruce Frayne            | Australien     | 20,94    |
| 8     | Boubacar Diallo         | Senegal        | 20,96    |

## Finale

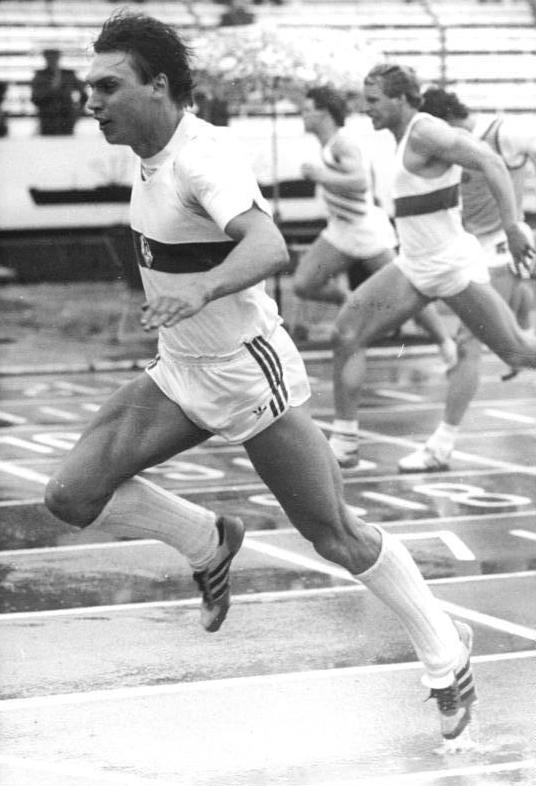
Frank Emmelmann (links) belegte Rang fünf

14. August 1983, 14:45 Uhr
Wind: +1,2 m/s
| Platz | Bahn | Athlet                | Land           | Zeit (s) |
| ----- | ---- | --------------------- | -------------- | -------- |
|       | 3    | Calvin Smith          | USA            | 20,14 CR |
|       | 6    | Elliott Quow          | USA            | 20,41    |
|       | 5    | Pietro Mennea         | Italien        | 20,51    |
| 4     | 4    | Allan Wells           | Großbritannien | 20,52    |
| 5     | 7    | Frank Emmelmann       | DDR            | 20,55    |
| 6     | 2    | Innocent Egbunike     | Nigeria        | 20,63    |
| 7     | 1    | Carlo Simionato       | Italien        | 20,69    |
| 8     | 8    | João Batista da Silva | Brasilien      | 20,80    |

## Video
- 1983 World Champs 200m Final men auf youtube.com, abgerufen am 28. März 2020